# Aya Muqu
Aya Muqu (signifiant en Quechua : cadavre aya, colline muqu,  "colline cadavre", également orthographié Aya Moqo) est un site archéologique au Pérou. Il a été déclaré comme faisant partie du patrimoine culturel national par la direction de Resolución en 2003. Aya Muqu se trouve dans la région d'Ayacucho, province de Lucanas, district de Chipao. 